# Volcán Tacora
Volcán Tacora är en kon i Chile.   Den ligger i regionen Región de Arica y Parinacota, i den norra delen av landet, 1 800 km norr om huvudstaden Santiago de Chile. Toppen på Volcán Tacora är 5 965 meter över havet.
Terrängen runt Volcán Tacora är kuperad åt sydost, men åt nordväst är den bergig. Volcán Tacora är den högsta punkten i trakten. Trakten runt Volcán Tacora är nära nog obefolkad, med mindre än två invånare per kvadratkilometer.. 
Trakten runt Volcán Tacora är ofruktbar med lite eller ingen växtlighet.